# Bystrá
Bystrá (německy Bistra) je obec v okrese Pelhřimov v Kraji Vysočina. Žije zde 139 obyvatel.

## Historie
První písemná zmínka o obci pochází z roku 1226.

## Obyvatelstvo
| Rok            | 1869 | 1880 | 1890 | 1900 | 1910 | 1921 | 1930 | 1950 | 1961 | 1970 | 1980 | 1991 | 2001 | 2011 | 2021 |
| -------------- | ---- | ---- | ---- | ---- | ---- | ---- | ---- | ---- | ---- | ---- | ---- | ---- | ---- | ---- | ---- |
| Počet obyvatel | 264  | 273  | 258  | 261  | 277  | 255  | 251  | 244  | 243  | 175  | 126  | 92   | 88   | 124  | 121  |
| Počet domů     | 28   | 28   | 32   | 38   | 41   | 43   | 50   | 53   | 51   | 48   | 42   | 48   | 51   | 61   | 60   |

## Obecní správa a politika
V roce 1869 Bystrá byla jako osada obce ke Krasoňovu v okrese Německý Brod. V následujícím období byla osada úředně zrušena a jako osada obce Krasoňov byla obnovena v letech 1890–1900. V letech 1910–1979 byla obcí v okrese Humpolec (1910–1950) a později v okrese Pelhřimov. Od 1. ledna 1980 do 23. listopadu 1990 patřila jako část obce ke Komorovicím a od 24. listopadu 1990 je opět samostatnou obcí.

### Politika
V letech 2006–2010 působila jako starostka Jindřiška Matějková, v letech 2010–2022 tuto funkci zastával Roman Matějka. Od roku 2022 je ve funkci starosty obce Stanislav Dománek.